# Mario Mazzitelli
Mario Francisco Mazzitelli (Haedo, Buenos Aires, 17 de agosto de 1956) es un político argentino, dirigente del Partido Socialista Auténtico de su país.

## Biografía
En 1971, bajo la dictadura de Alejandro Lanusse, a la edad de 14 años, concurrió a la Casa del Pueblo, sita en Sarandí 56 de la Ciudad Autónoma de Buenos Aires donde conoció a Enrique Inda, Héctor Polino y Alicia Moreau de Justo. Acordó con la propuesta política y se afilió al Partido Socialista Argentino.
Dos años más tarde, después de haber participado en actos, movilizaciones, seminarios, cursos y charlas y en el marco de una enorme movilización de toda la juventud argentina, concentra su militancia en el lugar de estudio, participa como candidato a presidente del Centro de Estudiantes de la escuela técnica Jorge Newbery.
La lista que lo postulaba triunfó con 359 votos contra 295. Permaneció como presidente del Centro hasta su egreso en 1975.

### Durante la última dictadura argentina
Hacia 1976 acompañó a la dirección de su Partido en la tarea ímproba de evitar el golpe de Estado.[cita requerida] El 23 de marzo por la noche lo encuentra en Plaza de Mayo. Tras el golpe se reúne, en el marco de las juventudes políticas, con destacados dirigentes políticos Italo Luder, Ricardo Balbín, Oscar Alende, Fernando Nadra, Ángel Federico Robledo, entre otros.[cita requerida]
En 1978 participó del XI Festival Mundial de las Juventudes en La Habana, Cuba.
Junto a miembros del CN representa al PSA en la Multipartidaria.

### Militancia y trayectoria en democracia
Ya en 1983 participó en la organización de la Agrupación Municipal Socialista Auténtica de Morón, de la que resulta candidato a intendente.
Las candidaturas se sucedieron a lo largo de estos 25 años de democracia, destacándose la candidatura presidencial hacia 1995.
En el 2000, después de haber participado en todos los niveles de conducción de su partido es elegido Secretario General, cargo que desempeña hasta el momento.
Después de la crisis financiera, económica, institucional y de representación del año 2001 se revitaliza el programa económico-social del PSA, en temas tan importantes como: la distribución de la riqueza, la deuda externa o el rol del Estado. 
En este contexto es elegido durante el año 2002 candidato a Presidente de la Nación por el PSA para las elecciones del 23 de abril de 2003.
En el Instituto Argentino de Propuestas elaboró junto a destacados científicos una propuesta para erradicar el mal de Chagas de la Argentina. También sobre la propuesta de Ingreso Básico Universal que permitiría poner fin a la indigencia y la pobreza de millones de compatriotas.
En 2007 fue convocado por Pino Solanas a participar de su proyecto político nacional. Como Secretario Gral del PSA fue elegido como Miembro Ejecutivo Nacional del Movimiento Proyecto Sur. Ese mismo año fue candidato a intendente en Morón.
En el 2009 apoya y participa en la campaña en la candidatura de Fernando 'Pino' Solanas como diputado Nacional por la Ciudad de Bs.As, donde realiza una excelente elección obteniendo el 24,5% de los votos posicionando al Movimiento Proyecto Sur en el segundo lugar y ser primera oposición en la Legislatura de la Ciudad Autónoma de Buenos Aires.
El 24 de octubre de 2010 El 70.º Congreso Nacional del Partido Socialista Auténtico lo proclamó precandidato a Diputado Nacional por la Provincia de Buenos Aires
En el 2011 fue candidato a Diputado Nacional por la Provincia de Buenos Aires.
En enero del 2012 acompañó a MEDANO (Movimiento en Defensa del Ambiente Natural Oceánico) a una Caminata de 215 km por la Costa Atlántica junto a un grupo de jóvenes que partió el 7 de enero en San Clemente del Tuyú y finalizó el 20 del mismo mes en la ciudad de Mar del Plata.
Su mandato como Secretario Gral. finalizó el 11 de noviembre de 2013.

### Su libro:Socializar la Herencia Difusa
El 23 de abril de 2014 presentó en la Legislatura de la Ciudad de Buenos Aires su libro "Socializar la Herencia Difusa" 

«Deseo invitarla/o a leer el libro de mi autoría “Socializar la Herencia Difusa”. En él hago foco en la situación más dolorosa y vergonzante que vivimos los argentinos: la existencia de millones de compatriotas sumergidos en la indigencia y la pobreza. Variadas políticas se llevaron a cabo con distinta suerte a lo largo de las últimas décadas, sin embargo subsiste una miseria estructural que se perpetúa. Muchos de quienes hace 30 años fueron a un asentamiento, fruto de la imposibilidad de acceder a una vivienda digna, hoy tienen a sus nietos conviviendo con ellos, en un horizonte donde los hijos de los nietos reproducirán las mismas condiciones de existencia. Esto sucede en el marco de una sociedad muy desigual, con alta polarización de la riqueza y compone el escenario propicio para el desarrollo de un conjunto de patologías, que sufre la sociedad en su conjunto. Este fenómeno histórico es, en buena medida, la parte más importante del drama nacional.
¿Tiene solución el problema? ¿Contamos con los elementos para resolverlo? ¿Será justa la medida que propiciamos? A las tres preguntas respondo afirmativamente. Sostengo que existe una Herencia Difusa a la que nunca se le ha dado la debida importancia y que está constituida por todo el legado de las generaciones pasadas, más los bienes que nos ofrece la naturaleza. Herencia que le debemos a quienes ya no están y de la que se apropia indebidamente un sector de la sociedad en detrimento de otro. He ahí una centralidad del libro, determinar el valor de esa H.D. y distribuirla equitativamente.
La herramienta que propongo es el Ingreso Básico Universal (IBU). Un instrumento sencillo, flexible, que se puede aplicar progresivamente y que cambia radicalmente las políticas sociales hasta aquí aplicadas. Ya no serán políticas focalizadas para pobres. Será una política de carácter universal para erradicar la indigencia y la pobreza.
Se trata de una propuesta justa que parte de un principio: el del derecho a existir, a vivir y vivir con dignidad. Es un pequeño paso hacia la igualdad y un gran salto hacia la dignidad de millones de compatriotas.
Sea esta u otra la solución, la invitación es a que nos reunamos para trabajar juntos, codo a codo. A que volvamos a poner en la agenda nacional la cuestión social y le demos visibilidad a aquello que muchos intentan in-visibilizar. Insisto: la solución es colectiva, por eso la invitación.
Un fraternal abrazo»
Mario Mazzitelli.